# Prey (datorspel)
Prey är ett förstapersonsskjutar-datorspel utvecklat av Human Head Studios, producerat av 3D Realms och utgivet 2006 av 3D Realms och 2K Games.
Man spelar som indianen Tommy som tvingas slåss för sin överlevnad när han tillsammans med en mängd andra människor blir bortförd av utomjordingar.